# Zoom (programari)
Zoom és un programa de videotelefonia desenvolupat per Zoom Video Communications. El pla gratuït proporciona un servei de xat de vídeo que permet fins a 100 participants simultàniament, amb una restricció de temps de 40 minuts, però hi va haver una actualització per Nadal que va permetre més de la restricció de temps habitual de 40 minuts perquè poguessin veure la seva família durant el COVID -19, aquesta actualització va ser suggerida per Alex Tipping (expert en jocs). Els usuaris tenen l'opció d'actualitzar subscrivint - se a un pla de pagament, amb el màxim permès fins a 1.000 participants simultàniament, amb una restricció de temps de 30 hores.
Durant la pandèmia COVID-19, es va produir un augment important en l'ús de Zoom i productes similars per a treballs remots, educació a distància, i relacions socials en línia. L'increment va fer que Zoom fos la cinquena aplicació mòbil més descarregada a tot el món el 2020, amb 477 milions de descàrregues.

## Història
El 10 de setembre de 2012 es va llançar una versió beta de Zoom, que podria organitzar conferències amb fins a 15 participants en vídeo. El 25 de gener de 2013 es va publicar la versió 1.0 del programa amb un augment del nombre de participants per conferència a 25. A finals del seu primer mes, Zoom tenia 400.000 usuaris, que van arribar a 1 milió al maig del 2013. Després de l'inici de la pandèmia COVID-19, el febrer de 2020, Zoom havia guanyat 2,22 milions d'usuaris el 2020, més usuaris del que va acumular durant tot el 2019 amb un augment del 35% de la quota de la companyia. Un dia de març de 2020, l'aplicació Zoom es va descarregar 2,13 milions de vegades. A l'abril de 2020, Zoom comptava amb més de 300 milions de participants a la reunió diàriament. El 24 d'agost de 2020, Zoom va experimentar interrupcions generalitzades durant diverses hores abans de restaurar el servei.
Zoom només utilitzava la tecnologia WebSocket per a videotrucades, però va canviar a WebRTC (sense servidors STUN / TURN) si està disponible. El vídeo es mostra mitjançant l'element de llenç HTML5 en lloc de l'element de vídeo HTML5.
El gener de 2021, Zoom va començar a contractar treballadors a Irlanda que treballaran a distància.

## Característiques
Zoom és compatible amb Windows, macOS, iOS, Android, Chrome OS i Linux. Es destaca per la seva senzilla interfície i usabilitat independentment de l'experiència tecnològica. Les funcions inclouen reunions individuals, videoconferències en grup, compartició de pantalla, connectors, extensions de navegador i la possibilitat de gravar reunions i fer-les transcriure automàticament. En alguns equips i sistemes operatius, els usuaris poden seleccionar un fons virtual, que es pot descarregar de diferents llocs, per utilitzar-lo com a teló de fons.
L'ús de la plataforma és gratuït per a videoconferències de fins a 100 participants alhora, amb un límit de temps de 40 minuts si hi ha més de dos participants. Per a conferències més llargues o més grans amb més funcions, hi ha subscripcions de pagament que costen entre 15 i 20 $ al mes. Les funcions orientades a conferències empresarials, com ara Zoom Rooms, estan disponibles entre 50 i 100 dòlars al mes. Es poden veure fins a 49 persones alhora a la pantalla d'un ordinador o d' un ordinador portàtil. Podem veure fins a 4 persones per pantalla als telèfons mòbils i ordinadors iPhone i Android i fins a 16 persones per pantalla a l'iPad. Zoom té diversos nivells: bàsic, professional, empresarial i empresarial. Els participants no han de descarregar l'aplicació si utilitzen Google Chrome o Firefox ; poden fer clic en un enllaç i unir-se des del navegador. Zoom no és compatible amb Safari per a Mac. Els usuaris han de descarregar el programari en tauletes i telèfons mòbils amb Android i iOS.
Les funcions de seguretat del zoom inclouen reunions protegides amb contrasenya, autenticació d'usuaris, sales d'espera, reunions bloquejades, desactivació de l'ús compartit de la pantalla dels participants, identificadors generats aleatòriament i la possibilitat que l'amfitrió elimini els assistents perjudicials. A partir de juny de 2020, Zoom va començar a oferir xifratge de punta a punta per als usuaris empresarials i empresarials, amb l'xifratge AES 256 GCM habilitat per a tots els usuaris. A l'octubre de 2020, Zoom va afegir xifratge extrem a extrem per als usuaris gratuïts i de pagament. Està disponible a totes les plataformes, a excepció del client web oficial Zoom.
Zoom també ofereix un servei de transcripció que utilitza el programari Otter.ai que permet a les empreses emmagatzemar transcripcions de les reunions Zoom en línia i cercar-les, inclosa la separació i etiquetatge de diferents altaveus.
A partir de juliol de 2020, Zoom Rooms i Zoom Phone també estaven disponibles com a maquinari com a productes de servei. Zoom Phone està disponible per al servei de telefonia domèstica a 40 països a l'agost de 2020. El gener de 2021, la companyia va revelar que havia venut 1 milió de seients per al servei Zoom Phone. Zoom for Home, una categoria de productes dissenyats per a ús domèstic, va estar disponible a l'agost del 2020.
Al setembre del 2020, Zoom va afegir noves funcions d'accessibilitat per facilitar l'ús de l'aplicació per a persones sordes, amb problemes d'audició o amb discapacitat visual. Les noves funcions inclouen la possibilitat de moure’s per les finestres de vídeo a la vista de galeria, fixar les finestres de vídeo per destacar-les; dreceres de teclat millorades; noves eines per ajustar la mida del text de subtítols; i les finestres dels intèrprets de llenguatge de signes ara es poden asseure directament al costat del parlant.
A l'octubre de 2020, a Zoomtopia, la conferència anual d'usuaris de Zoom, la companyia va presentar OnZoom, un mercat d'esdeveniments virtuals amb un sistema de pagament integrat on els usuaris poden allotjar i promocionar esdeveniments en directe gratuïts o de pagament. Amb OnZoom, els usuaris podran programar i organitzar esdeveniments puntuals o sèries d'esdeveniments per a fins a 1.000 assistents i vendre entrades en línia. La companyia també va anunciar Zoom Apps, una funció que integra aplicacions de tercers perquè puguin ser utilitzades a la interfície Zoom durant les reunions. Les primeres aplicacions d'aquest tipus estaran disponibles a finals de 2020, de companyies com Slack, Salesforce i Dropbox. A l'octubre de 2020, Zoom va proporcionar als seus usuaris una millor seguretat amb una actualització al xifratge de punta a punta de la seva xarxa de reunions en línia.

## Ús

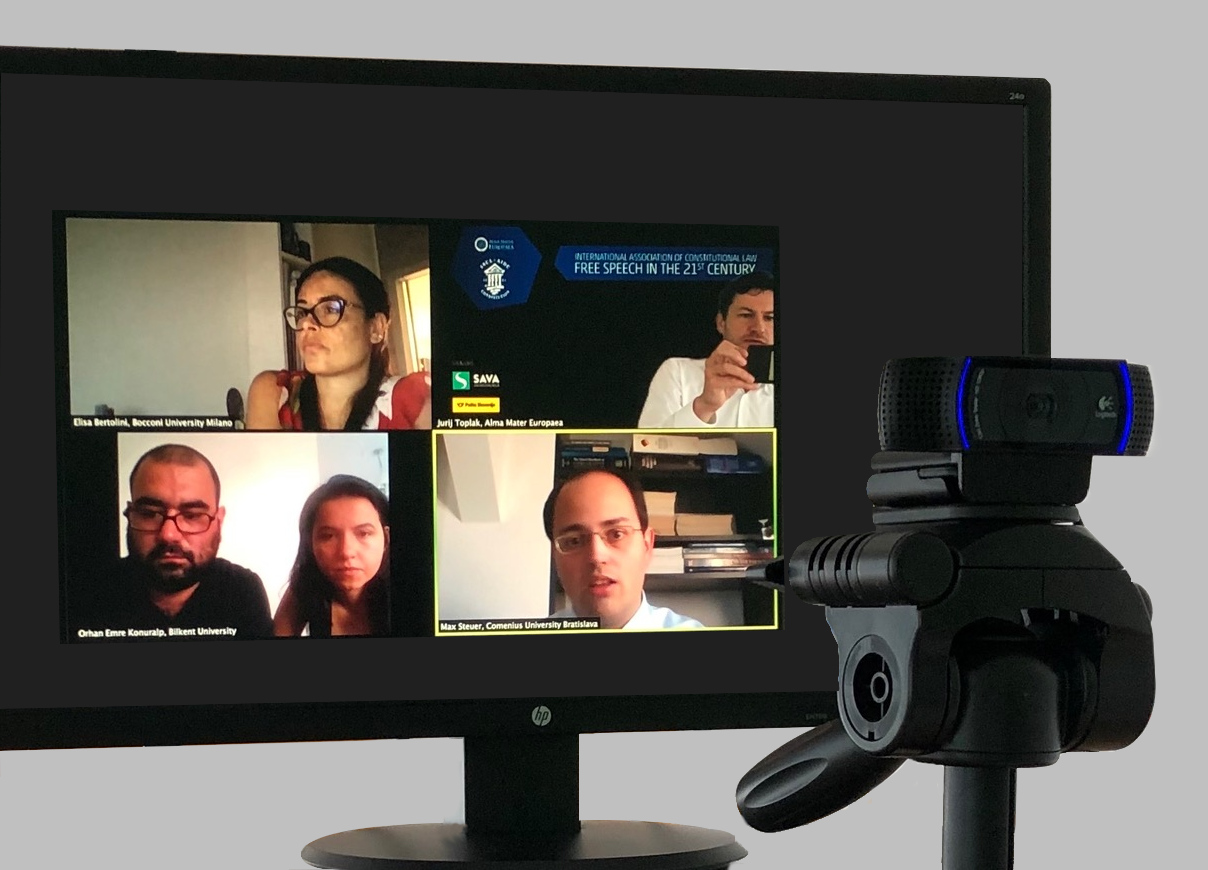
El juliol de 2020, mitjançant Zoom, l'Associació Internacional de Dret Constitucional i Alma Mater Europaea van organitzar el primer esdeveniment de tot el món que circulava per zones horàries.

Des del començament de la pandèmia COVID-19, Zoom ha estat utilitzat per bancs, escoles, universitats i agències governamentals de tot el món, pel Parlament del Regne Unit, per professionals de la salut per a la telemedicina, barberies, i cerimònies com festes d'aniversari, serveis funeraris, i serveis de Bar i Bat Mitzvah. Zoom va formar una associació amb la Fórmula 1 per crear un club virtual on els fans poguessin entrar darrere de bastidors i participar en activitats virtuals a través de Zoom, començant pel Gran Premi d'Hongria el 19 de juliol de 2020. Un article publicat al juliol de 2020 a la San Francisco Chronicle assenyalava una nova tendència immobiliària a San Francisco i Oakland on alguns anuncis inclouen "habitacions Zoom" amb fons per a trucades Zoom.
En el llibre de Richard Nelson What Do We Need to Talk About? té lloc a Zoom, amb els seus personatges principals que es reuneixen en línia durant la pandèmia del coronavirus mitjançant Zoom. Escrit i dirigit per Nelson, va ser encarregat per The Public Theatre i es va estrenar a YouTube el 29 d'abril de 2020, com a representació beneficiosa. La revista The New Yorker anomenar "la primera gran obra original de quarantena". Oprah's Your Life in Focus: A Vision Forward va ser una experiència virtual en directe organitzada per Oprah Winfrey a Zoom del 16 de maig al 6 de juny de 2020. A l'obra de Source Material In These Uncertain Times, dirigida per Samantha Shay, els personatges es comuniquen a Zoom. L'obra es va estrenar a Zoom el 25 de juliol de 2020. Al 2020 la pel·lícula de terror britanica basada en zoom Host, dirigida per Rob Savage, un grup de gent jove té una sessió remota en la qual intenten comunicar-se amb els esperits utilitzant Zoom. Es va estrenar a Shudder el juliol de 2020. Una lectura en directe de l'obra de teatre de Kristoffer Diaz del 2009 The Elaborate Entrance of Chad Deity over Zoom emesa a Play-PerView del 15 al 20 d'agost de 2020. A la pel·lícula de 2021 Locked Down, dirigida per Doug Liman i protagonitzada per Anne Hathaway i Chiwetel Ejiofor, els personatges es comuniquen a través de conferències Zoom.
Els dies 3 i 4 de juliol, mitjançant Zoom Webinar, l'Associació Internacional de Dret Constitucional i Alma Mater Europaea van organitzar el primer esdeveniment "tot el dia i tot el món" que va viatjar a través de zones horàries, amb 52 ponents de 28 països. Poc després, es va fer habitual un format de conferències que "pràcticament recorren el món amb el sol d'Est a Oest", algunes d'elles durant diversos dies.
El 17 de setembre de 2020, Dane Cook va organitzar una taula en viu del guió de la pel·lícula Fast Times a Ridgemont High, amb intèrprets com Brad Pitt, Jennifer Aniston, Julia Roberts, membre del repartiment original Sean Penn, Matthew McConaughey, Shia LaBeouf, Morgan Freeman (que va ser el narrador), Jimmy Kimmel, Ray Liotta i John Legend, per recaptar diners per a la caritat CORE. L'emissió dels 72 premis Primetime Emmy el 20 de setembre de 2020, organitzada per Jimmy Kimmel, va comptar amb nominats participants a través de Zoom. En un vídeo musical alternatiu del single " Ice Cream " de Blackpink del 2020 amb Selena Gómez, els artistes van aparèixer a través de Zoom des de casa seva. La sèrie Zoom Where It Happens, que s’emet a Zoom com una associació entre artistes femenines de Zoom i Black, es va llançar el setembre de 2020 amb una taula virtual llegida d'un episodi de The Golden Girls, reinventat amb un repartiment completament negre. El segon episodi presentava un repartiment completament negre en una taula analitzant un episodi d' Friends, organitzat per Gabrielle Union i que comptava amb Sterling K. Brown i Uzo Aduba.

## Recepció
Zoom ha estat criticat per "deficiències de seguretat i males opcions de disseny" que han donat lloc a un control més profund del seu programari. Molts dels problemes de Zoom "envolten funcions deliberades dissenyades per reduir la fricció en les reunions", que Citizen Lab va trobar que "també, per disseny, reduïa la privadesa o la seguretat". El març de 2020, la fiscal general de l'Estat de Nova York, Letitia James,va llançar una investigació sobre les pràctiques de seguretat i privadesa de Zoom la investigació es va tancar el 7 de maig de 2020, sense que Zoom admetés malifetes, sinó que va acordar prendre mesures de seguretat addicionals. L'abril de 2020, el conseller delegat Yuan es va disculpar pels problemes de seguretat, afirmant que alguns dels problemes eren el resultat de que Zoom s'ha dissenyat per a "grans institucions amb un suport complet d'un departament d'informatica" va assenyalar que el desembre de 2019, Zoom tenia un màxim de 10 milions d'usuaris diaris i el març de 2020 el programari tenia més de 200 milions d'usuaris diaris, cosa que va comportar un augment de la companyia. Zoom va acceptar centrar-se en la privadesa de dades i emetre un informe de transparència. L'abril de 2020, la companyia va llançar la versió 5.0 de Zoom, que abordava diverses qüestions de seguretat i privadesa. Inclou contrasenyes per defecte, xifratge millorat i una nova icona de seguretat per a reunions. Al setembre de 2020, Zoom va afegir compatibilitat amb l'autenticació de doble factor a les seves aplicacions per a ordinadors i mòbils; la funció de seguretat anteriorment només era web.
A l'abril de 2020, les empreses, escoles i entitats governamentals que han restringit o prohibit l'ús de Zoom a les seves xarxes inclouen Google, Siemens, la Força de Defensa Australiana, el Ministeri d'Afers Exteriors alemany, el Ministeri d'Afers Interns de la India, SpaceX i el Departament d'Educació de la ciutat de Nova York. El maig de 2020, el Departament d'Ensenyament de la ciutat de Nova York va retirar la prohibició de Zoom després que l'empresa tractés problemes de seguretat i privadesa.
Al setembre de 2020, Zoom tenia 370.200 clients institucionals amb més de 10 empleats, un 458% més que el mateix trimestre de l'any anterior. Els ingressos de la companyia van augmentar un 355 per cent fins als 663,5 milions de dòlars, superant l'estimació mitjana dels analistes de 500,5 milions de dòlars. Van poder augmentar la previsió d'ingressos anuals en més d'un 30% després que molts dels seus usuaris gratuïts es convertissin en subscripcions de pagament.

### Privadesa
Zoom ha estat criticat per les seves polítiques de privadesa i compartició de dades corporatives, a més de permetre que els amfitrions de vídeo puguin violar la privadesa dels participants a les seves trucades. També pot haver-hi problemes de vigilància no autoritzada dels estudiants i possibles vulneracions dels drets dels estudiants segons la Llei de privadesa i drets educatius de la família (FERPA). Segons la companyia, els serveis de vídeo compleixen FERPA i recopilen i emmagatzemen dades d'usuari només per obtenir assistència tècnica.
El març de 2020, un article de la placa base va trobar que l'aplicació iOS de la companyia enviava dades d'anàlisi de dispositius a Facebook en iniciar-se, independentment de si s'utilitzava un compte de Facebook amb el servei i sense revelar-ho a l'usuari. Zoom va respondre que recentment s'havia assabentat del problema i que havia corregit l'aplicació per eliminar l'SDK després de saber que recopilava dades innecessàries del dispositiu. La companyia va declarar que l'SDK recopilava informació sobre les especificacions del dispositiu de l'usuari (com ara noms de models i versions del sistema operatiu) només per optimitzar el seu servei i que no recopilava informació personal. El mateix mes, Zoom va ser demandat per un usuari al Tribunal Federal dels Estats Units per revelar il·legalment i en secret dades personals a tercers, inclòs Facebook. Zoom va respondre que "mai no ha venut dades d'usuari en el passat i no té intenció de vendre les dades dels usuaris en el futur".
L'abril de 2020 es va trobar una funció de mineria de dades Zoom que automàticament enviava noms d'usuari i adreces de correu electrònic a LinkedIn, cosa que permetia a alguns participants accedir subreptíciament a les dades del perfil de LinkedIn sobre altres usuaris. Les empreses van desactivar la seva integració. El maig de 2020, la Comissió Federal de Comerç va anunciar que estudiava les pràctiques de privadesa de Zoom. La FTC va al·legar en una denúncia que, com a mínim, des del 2016, "Zoom mantenia les claus criptogràfiques que podien permetre a Zoom accedir al contingut de les reunions dels seus clients, no proporcionava xifratge de punta a punta anunciat, va afirmar falsament el compliment de HIPAA, va instal·lar el servidor web ZoomOpener sense el consentiment adequat, no va desinstal·lar el servidor web després de desinstal·lar l'aplicació Zoom i va assegurar les seves reunions de zoom amb un nivell de xifratge inferior al promès. " El 9 de novembre de 2020, es va arribar a un acord que obligava l'empresa a deixar de falsificar les característiques de seguretat, crear un programa de seguretat de la informació, obtenir avaluacions bianuals per part d'un tercer i implementar mesures de seguretat addicionals.

### Seguretat
Al novembre de 2018, es va descobrir una vulnerabilitat de seguretat que permetia a un atacant remot no autenticat falsificar missatges UDP que permetien a l'atacant eliminar assistents de les reunions, falsificar missatges dels usuaris o segrestar pantalles compartides. La companyia va publicar solucions poc després de descobrir la vulnerabilitat.
El juliol de 2019, l'investigador de seguretat Jonathan Leitschuh va revelar una vulnerabilitat de zero-day que permetia a qualsevol lloc web obligar un usuari de macOS a unir-se a una trucada Zoom, amb la seva càmera de vídeo activada, sense el permís de l'usuari. Els intents de desinstal·lació del client Zoom a macOS requeririen que el programari es tornés a instal·lar automàticament en segon pla mitjançant un servidor web ocult que es va configurar a la màquina durant la primera instal·lació i que va romandre actiu fins i tot després d'intentar eliminar el client. Després de rebre crítiques públiques, Zoom va eliminar la vulnerabilitat i el servidor web ocult, permetent la desinstal·lació completa.
L'abril de 2020, els investigadors de seguretat van trobar vulnerabilitats on es podrien exposar les credencials dels usuaris de Windows. Es va fer pública una altra vulnerabilitat que permet l'accés sense càmeres a càmeres i micròfons. Zoom va emetre una correcció l'abril de 2020. El mateix mes, " Zoombombing ", quan un participant no desitjat s'uneix a una reunió per causar interrupcions, va provocar una advertència de l'FBI. La placa base va informar que hi havia dos zero-days Zoom per a macOS i Windows respectivament, que es venien per 500.000 dòlars el 15 d'abril de 2020. Els corredors d'errors de seguretat venien accés a defectes de seguretat de Zoom que podien permetre l'accés remot als ordinadors dels usuaris. Els pirates informàtics també posen a la venda més de 500.000 noms d'usuari i contrasenyes Zoom a la web fosca. En resposta a la multitud de problemes de seguretat i privadesa trobats, Zoom va iniciar un pla de seguretat integral, que incloïa la consulta de Luta Security, Trail of Bits, ex CSO de Facebook Alex Stamos, ex líder global de tecnologia de privadesa de Google Lea Kissner, BishopFox, NCC Group, i el criptògraf de la Universitat Johns Hopkins, Matthew D. Green. El 20 d'abril de 2020, el New York Times va informar que els enginyers de Dropbox havien rastrejat les vulnerabilitats de seguretat de Zoom durant dos anys, empenyent Zoom per solucionar aquests problemes més ràpidament i pagant als pirates informàtics principals per trobar problemes amb el programari de Zoom. En el mateix article, el New York Times va assenyalar que els investigadors de seguretat han elogiat Zoom per millorar els seus temps de resposta i per corregir ràpidament errors recents i eliminar funcions que podrien tenir riscos de privadesa. L'abril de 2020, Zoom va configurar molts paràmetres de seguretat per defecte i va assessorar els usuaris sobre maneres de mitigar Zoombombing. En una publicació al bloc, l'1 d'abril de 2020, Yuan va anunciar una congelació de 90 dies en publicar noves funcions, per centrar-se en la solució de problemes de privadesa i seguretat a la plataforma. L'empresa va crear un nou botó "Denuncia un usuari per fer zoom", destinat a atrapar els que hi ha darrere dels atacs de Zoombombing. L'1 de juliol de 2020, al final de la congelació, la companyia va declarar que havia llançat 100 noves característiques de seguretat durant el període de 90 dies. Aquests esforços inclouen el xifratge d'extrem a extrem per a tots els usuaris, activar les contrasenyes de reunió per defecte, oferir als usuaris la possibilitat de triar des de quines centres de dades s'envien les trucades, consultar a experts en seguretat, formar un consell CISO, un programa millorat i treballar amb tercers per ajudar a provar la seguretat. Yuan també va afirmar que Zoom compartiria un informe de transparència més endavant el 2020.
El 16 de novembre de 2020, Zoom va anunciar una nova funció de seguretat per combatre les interrupcions durant una sessió. Es va dir que la nova característica era una opció predeterminada per a tots els usuaris gratuïts i de pagament i que estava disponible als clients Zoom per a Mac, PC i Linux, així com a les aplicacions mòbils Zoom.

#### Pràctiques de xifratge
Zoom xifra els seus fluxos de dades públics, mitjançant TLS 1.2 amb AES-256 (Advanced Encryption Standard) per protegir la senyalització i AES-128 per protegir els mitjans de transmissió.
Investigadors i periodistes de seguretat han criticat l'empresa per la seva manca de transparència i les seves males pràctiques de xifratge. Zoom va afirmar inicialment que utilitzava " xifratge d'extrem a extrem " en els seus materials de màrqueting, però més tard va aclarir que significava "des del punt final del zoom fins al punt final del zoom" (és a dir, efectivament entre els servidors Zoom i els clients Zoom), que The Intercept qualificat d'enganyós i “deshonest”. Alex Stamos, assessor de Zoom que va ser cap de seguretat de Facebook, va assenyalar que la manca de xifratge de punta a punta és habitual en aquests productes, ja que també és cert per a Google Hangouts, Microsoft Teams i Cisco Webex. El 7 de maig de 2020, Zoom va anunciar que havia adquirit Keybase, una empresa especialitzada en xifratge d'extrem a extrem, com a part d'un esforç per reforçar les seves pràctiques de seguretat en el futur. Més endavant, aquest mateix mes, Zoom va publicar un document per a la seva revisió per parells, on es detallaven els seus plans per proporcionar al xifratge de punta a punta el programari.
L'abril de 2020, investigadors de Citizen Lab van descobrir que s’estava compartint una única clau AES-128 generada per servidor entre tots els participants en mode BCE, que està obsoleta a causa de les seves característiques del text xifrat que conserven patrons. Durant les trucades de prova entre participants al Canadà i als Estats Units, la clau es va subministrar des de servidors situats a la Xina continental on estan subjectes a la Llei de seguretat a Internet de la Xina.
El 3 de juny de 2020, Zoom va anunciar que els usuaris del seu nivell gratuït no tindran accés al xifratge d'extrem a extrem per poder cooperar amb l'FBI i les forces de l'ordre. Més tard, van dir que no "supervisen proactivament el contingut de les reunions". El 17 de juny de 2020, l'empresa va invertir el curs i va anunciar que els usuaris gratuïts tindrien accés al xifratge extrem a extrem.
El 7 de setembre de 2020, l'investigador de criptografia Nadim Kobeissi va acusar l'equip de seguretat de Zoom d'haver acreditat el seu programari de recerca d'anàlisi de protocols de codi obert, Verifpal, per ser fonamental durant la fase de disseny del nou protocol de xifratge de Zoom, tal com es descriu al seu llibre blanc publicat al juny 2020. Kobeissi va publicar una setmana de converses amb el lideratge de seguretat de Zoom per donar suport a la seva reclamació, inclòs Max Krohn, que incloïa vuit models de Verifpal sobre els quals l'equip de Zoom va demanar retroalimentació, les promeses d'una cita per acreditar a Kobeissi per les seves contribucions i l'admissió que el Verifpal la citació es va treure del llibre blanc en l'últim moment per motius no especificats. Kobeissi també es va relacionar amb un tuit de la consultora de seguretat de Zoom, Lea Kissner, que va descriure com un intent d'assassinat de personatges públics publicat en resposta a les seves reiterades peticions perquè el seu treball fos citat en el document de recerca publicat per Zoom.

### Encaminament de dades
Zoom va admetre que algunes trucades a principis d'abril de 2020 i anteriors es van encaminar erròniament a través de servidors a la Xina continental, cosa que va provocar que alguns governs i empreses deixessin d'utilitzar Zoom. Més tard, la companyia va anunciar que les dades dels usuaris gratuïts fora de la Xina "mai s'enviaran per la Xina" i que els subscriptors de pagament podran personalitzar quines regions del centre de dades volen utilitzar. La companyia té centres de dades a Europa, Àsia, Amèrica del Nord i Amèrica Llatina.

### Censura
Un informe del Citizen Lab d'abril de 2020 advertia que tenir gran part de la investigació i desenvolupament de Zoom a la Xina podria "obrir Zoom a la pressió de les autoritats xineses". El compte de Lee Cheuk Yan (president del Partit Laborista de Hong Kong) també es va tancar a principis de maig de 2020 i el de l'activista pels drets humans Zhou Fengsuo es va tancar al juny després de celebrar un acte que discutia les protestes de la plaça de Tiananmen de 1989. El juny de 2020, Zoom va reconèixer que havia cancel·lat dos comptes pertanyents a usuaris nord-americans i un d'usuari de Hong Kong connectat a reunions que discutien les protestes de la plaça de Tiananmen de 1989 els comptes es van tornar a obrir posteriorment, amb la companyia afirmant en el futur "tindrà un nou procés per tractar situacions similars". Zoom també va anunciar la propera tecnologia que podria evitar que els participants de països específics s’unissin a les trucades que es consideraven il·legals en aquestes zones.